# قائمة قرى محافظة الأقصر
قرى محافظة الأقصر هي وحدات سكنية وإدارية صغيرة في محافظة الأقصر في مصر، تجمعها وحدات إدارية أكبر تسمّى بـ المراكز، وقد تدرّج ظهور تلك القرى عبر الزمن لتغيّر المساحة المنزرعة سواء بالنقصان نتيجة انقطاع وصول مياه الري أو الشرب لها أو غرق المنازل في فيضان النيل أو زحف الصحراء أو هدم القرى أثناء الحروب أو الثورات؛ أو بالزيادة نتيجة زيادة السكان أو استصلاح الأراضي.
لذا كانت تُجرى عمليات مساحة للأراضي من آن لآخر في مصر لحصرها وتقدير حجم الخراج الذي يمكن استخلاصه من الأراضي المزروعة تُسمّى بـ الرّوك وتُسجّل فيه مساحات أراضي القرى في الوحدات الإدارية الكبرى المعروفة بالكور ثم بالأعمال، وكيفية توزيع مصارفها.

## قرى تاريخية
القرى التاريخية هي القرى التي ثبُت تواجدها قبل الفتح الإسلامي لمصر أو أثناءه.
| القرية         | المركز | قبل الفتح            | الروك الصلاحي | الروك الصلاحي | الروك الناصري | الروك الناصري | التربيع العثماني | التربيع العثماني | تاريخ 1228هـ | تاريخ 1228هـ | ملاحظات                                               |
| القرية         | المركز | قبل الفتح            | الاسم         | التبعية       | الاسم         | التبعية       | الاسم            | التبعية          | الاسم        | التبعية      | ملاحظات                                               |
| -------------- | ------ | -------------------- | ------------- | ------------- | ------------- | ------------- | ---------------- | ---------------- | ------------ | ------------ | ----------------------------------------------------- |
| أرمنت          | أرمنت  | أرمنت Arment         | أرمنت         | القوصية       | أرمنت         | القوصية       | أرمنت            | جرجا             | أرمنت        | قنا          |                                                       |
| الدمقراط       | أرمنت  | تميكراتون Timikraton | الدمقراط      | القوصية       | الدمقراط      | القوصية       | الدمقراط         | جرجا             | الدمقراط     | قنا          |                                                       |
| إسنا           | إسنا   | إسني Esni            | إسنا          | القوصية       | إسنا          | القوصية       | إسنا             | جرجا             | إسنا         | قنا          |                                                       |
| كيمان المطاعنة | إسنا   | باتير Bathyr         | الجبلين       | القوصية       | الجبلين       | القوصية       | المطاعنة         | جرجا             | المطاعنة     | قنا          | في سنة 1306هـ/1888م، تغير الاسم إلى «كيمان المطاعنة». |
| الأقصر         | الأقصر | طيبة Thebes          | الأقصرين      | القوصية       | الأقصرين      | القوصية       | الأقصر           | جرجا             | الأقصر       | قنا          |                                                       |
| الطود          | الطود  | تاود Taoud           | طود           | القوصية       | طود           | القوصية       | طود              | جرجا             | السلامية     | قنا          | في سنة 1322هـ/1904م، أعيد اسمها القديم مُعرّفًا «الطود». |

## قرى الروك الصلاحي
قرى الروك الصلاحي هي القرى الباقية إلى اليوم، والتي ثبت تواجدها في وقت الروك الصلاحي الذي أجراه السلطان الأيوبي صلاح الدين يوسف بن أيوب سنة 572هـ/1177م، ونقل الأسعد بن مماتي أسمائها في كتابه قوانين الدواوين.
| القرية   | المركز | الروك الصلاحي | الروك الصلاحي | الروك الناصري       | الروك الناصري | التربيع العثماني    | التربيع العثماني | تاريخ 1228هـ | تاريخ 1228هـ | ملاحظات |
| القرية   | المركز | الاسم         | التبعية       | الاسم               | التبعية       | الاسم               | التبعية          | الاسم        | التبعية      | ملاحظات |
| -------- | ------ | ------------- | ------------- | ------------------- | ------------- | ------------------- | ---------------- | ------------ | ------------ | ------- |
| الدير    | إسنا   | جزيرة الدير   | القوصية       | جزيرة الدير وأم علي | القوصية       | جزيرة الدير وأم علي | جرجا             | الدير        | قنا          |         |
| الكلابية | إسنا   | الكلابية      | القوصية       | الكلابية            | القوصية       | الكلابية            | جرجا             | الكلابية     | قنا          |         |
| زرنيخ    | إسنا   | زرنيخ         | القوصية       | زرنيخ               | القوصية       | زرنيخ               | جرجا             | زرنيخ        | قنا          |         |
| المريس   | الطود  | شطفنبه        | القوصية       | شطفنبه              | القوصية       | شطفنبه              | جرجا             | المريس       | قنا          |         |

## قرى الروك الناصري
قرى الروك الناصري هي القرى الباقية إلى اليوم، والتي استُحدثت بعد الروك الصلاحي، وقبل الروك الناصري الذي أجراه السلطان المملوكي الناصر محمد بن قلاوون سنة 715هـ/1315م، ونقل ابن الجيعان أسمائها في كتابه «التحفة السنية بأسماء البلاد المصرية».
| القرية | المركز | الروك الناصري | الروك الناصري | التربيع العثماني | التربيع العثماني | تاريخ 1228هـ | تاريخ 1228هـ | ملاحظات |
| القرية | المركز | الاسم         | التبعية       | الاسم            | التبعية          | الاسم        | التبعية      | ملاحظات |
| ------ | ------ | ------------- | ------------- | ---------------- | ---------------- | ------------ | ------------ | ------- |
| أصفون  | إسنا   | أصفون         | القوصية       | أصفون            | جرجا             | أصفون        | قنا          |         |
| الحلة  | إسنا   | كوم الشقف     | القوصية       | الحلة            | جرجا             | الحلة        | قنا          |         |
| طفنيس  | إسنا   | طفنيس         | القوصية       | طفنيس            | جرجا             | طفنيس        | قنا          |         |

## قرى العصر العثماني
قرى العصر العثماني هي القرى الباقية إلى اليوم، والتي استُحدثت في نهاية العصر المملوكي أو بعد التربيع العثماني الذي أجراه سليمان باشا الخادم والي مصر في عهد السلطان العثماني سليمان القانوني سنة 933هـ/1527م.
| القرية           | المركز   | التربيع العثماني | التربيع العثماني | تاريخ 1228هـ | تاريخ 1228هـ | ملاحظات |
| القرية           | المركز   | الاسم            | التبعية          | الاسم        | التبعية      | ملاحظات |
| ---------------- | -------- | ---------------- | ---------------- | ------------ | ------------ | --- |
| المحاميد البحرية | أرمنت    | المحاميد         | جرجا             | المحاميد     | قنا          | فُصلت عن ناحية الدمقراط في العصر العثماني، ثم تغير اسمها إلى «المحاميد البحرية» بعد فصل ناحية «المحاميد القبلية» سنة 1353هـ/1934م. |
| الشغب            | إسنا     | الشغب            | جرجا             | الشغب        | قنا          | فُصلت عن ناحية الطود في العصر العثماني.                                                                                            |
| النمسا           | إسنا     | النمسا           | جرجا             | النمسا       | قنا          | انفصلت كقرية مستقلة في العصر العثماني، ورجّح محمد رمزي أنها واقعة محل قرية قديمة اسمها ننماس (بالإنجليزية: Nenmas)‏.                |
| البياضية         | البياضية | البياضية         | جرجا             | البياضية     | قنا          | فُصلت عن ناحية الأقصر في العصر العثماني.                                                                                           |
| الأقالتة         | القرنة   | الأقالتة         | جرجا             | الأقالتة     | قنا          | فُصلت عن ناحية أرمنت في العصر العثماني.                                                                                            |
| القرنة           | القرنة   | القرنة           | جرجا             | القرنة       | قنا          | فُصلت عن ناحية الأقصر في العصر العثماني.                                                                                           |

## قرى عصر الأسرة العلوية
قرى العصر العلوي هي القرى الباقية إلى اليوم، والتي استُحدثت في عهد أسرة محمد علي باشا الذي أمر سنة 1227هـ/1812م بفكّ زمام القطر المصري، وعمل مسح جديد للأراضي، وتسجيلها في ديوان جديد عُرف بـ تاريخ 1228هـ.
| القرية           | المركز   | ملاحظات |
| ---------------- | -------- | --- |
| الرزيقات البحرية | أرمنت    | فُصلت عن ناحية الدمقراط سنة 1231هـ/1816م، وانقسمت حديثًا إلى «الرزيقات بحري» و«الرزيقات قبلي».                    |
| الرزيقات القبلية | أرمنت    | فُصلت عن ناحية الدمقراط سنة 1231هـ/1816م، وانقسمت حديثًا إلى «الرزيقات بحري» و«الرزيقات قبلي».                    |
| الريانية         | أرمنت    | فُصلت عن ناحية أرمنت سنة 1245هـ/1830م.                                                                           |
| المحاميد القبلية | أرمنت    | فُصلت عن ناحية المحاميد سنة 1353هـ/1934م.                                                                        |
| الترعة           | إسنا     | فُصلت عن ناحية السباعية سنة 1256هـ/1840م.                                                                        |
| الحميدات         | إسنا     | فُصلت عن ناحية الدير سنة 1340هـ/1921م.                                                                           |
| الديابية         | إسنا     | فُصلت عن ناحية الشغب سنة 1340هـ/1921م.                                                                           |
| العضايمة         | إسنا     | فُصلت عن ناحية الدير سنة 1231هـ/1816م.                                                                           |
| الغريرة          | إسنا     | فُصلت عن ناحية كيمان المطاعنة سنة 1340هـ/1921م.                                                                  |
| القرايا          | إسنا     | فُصلت عن ناحية إسنا سنة 1260هـ/1844م.                                                                            |
| المساوية         | إسنا     | فُصلت عن ناحية النمسا سنة 1317هـ/1899م.                                                                          |
| المعلة           | إسنا     | فُصلت عن ناحية الشغب سنة 1310هـ/1892م.                                                                           |
| النجوع           | إسنا     | فُصلت عن ناحية أصفون سنة 1231هـ/1816م باسم «نجوع النواصر»، ثم تغير الاسم إلى «النجوع» سنة 1297هـ/1880م.          |
| النجوع قبلي      | إسنا     | فُصلت عن ناحية النجوع سنة 1340هـ/1921م باسم «بني حميد»، ثم تغير الاسم إلى «النجوع قبلي» سنة 1348هـ/1929م.        |
| الهنادي          | إسنا     | فُصلت عن ناحية المعلة سنة 1340هـ/1921م.                                                                          |
| جزيرة راجح       | إسنا     | فُصلت عن ناحيتي زرنيخ والكلابية سنة 1231هـ/1816م باسم «جزيرة الريقية»، ثم تغير الاسم سنة 1967م إلى «جزيرة راجح». |
| كومير            | إسنا     | فُصلت عن ناحية السباعية سنة 1256هـ/1840م.                                                                        |
| البغدادي         | البياضية | فُصلت عن ناحية البياضية سنة 1351هـ/1932م.                                                                        |
| الحبيل           | البياضية | فُصلت عن ناحية البياضية سنة 1351هـ/1932م.                                                                        |
| الزينية          | الزينية  | فُصلت عن ناحية الأقصر سنة 1245هـ/1830م.                                                                          |
| الزينية بحري     | الزينية  | فُصلت عن ناحية الزينية سنة 1306هـ/1888م.                                                                         |
| الصعايدة         | الزينية  | فُصلت عن ناحية الأقصر سنة 1231هـ/1816م.                                                                          |
| العشي            | الزينية  | فُصلت عن ناحية الأقصر سنة 1231هـ/1816م باسم «العششي»، ثم تغير سنة 1299هـ/1882م إلى «العشّي».                      |
| المدامود         | الزينية  | فُصلت عن ناحية الزينية سنة 1348هـ/1929م.                                                                         |
| العديسات البحرية | الطود    | فُصلت عن ناحية الزينية سنة 1261هـ/1845م.                                                                         |
| العديسات القبلية | الطود    | انفصلت حديثًا عن ناحية العديسات.                                                                                 |
| البعيرات         | القرنة   | فُصلت عن ناحية الأقصر سنة 1231هـ/1816م.                                                                          |
| الضبعية          | القرنة   | فُصلت عن ناحية أرمنت سنة 1259هـ/1843م.                                                                           |
| الغربي قمولا     | القرنة   | فُصلت عن ناحية القبلي قمولا سنة 1344هـ/1925م.                                                                    |
| القبلي قمولا     | القرنة   | فُصلت عن ناحية قموله سنة 1259هـ/1843م.                                                                           |

## قرى العصر الجمهوري
قرى العصر الجمهوري هي القرى التي استحدثت بعد سقوط الحكم الملكي في مصر.
- توماس وعافية، إسنا

## قرى اندثرت في محافظة الأقصر
| القرية | ملاحظات                                                                            |
| ------ | ---------------------------------------------------------------------------------- |
| قاو    | ذكرها ابن مماتي في الأعمال القوصية، ومحلها اليوم «حوض قاو» التابع لناحية العضايمة. |